# Adolfo de Hohenlohe-Ingelfingen
Adolfo de Hohenlohe-Ingelfingen (en alemán, Adolf zu Hohenlohe-Ingelfingen; Breslavia, 29 de julio de 1797-Koschentin, 24 de abril de 1873) fue un noble, militar y político prusiano. Sirvió como ministro-presidente de Prusia en 1862, siendo sucedido por Otto von Bismarck. Fue el padre del príncipe Kraft de Hohenlohe-Ingelfingen. Defendió una política feudal-conservadora, contra tendencias burocráticas por un lado, y liberales por otro.